# Enzo Bettiza
Vicenzo (Enzo) Bettiza (ur. 7 czerwca 1927 w Splicie, zm. 28 lipca 2017 w Rzymie) – włoski dziennikarz, pisarz i polityk, senator, poseł do Parlamentu Europejskiego I, II i III kadencji.

## Życiorys
Urodził się w Dalmacji w rodzinie włosko-chorwackiej. Jego przodkowie pochodzili z arystokracji, w XIX wieku zajęli się działalnością przemysłową. Jego ojciec posiadał największą w regionie fabrykę cementu. Po II wojnie światowej i nacjonalizacji przedsiębiorstwa rodzina przeniosła się do Włoch. Enzo Bettiza studiował malarstwo na Accademia di Belle Arti w Rzymie. Zajął się wkrótce jednak dziennikarstwem. Od 1953 pracował w tygodniku „Epoca”, następnie w dzienniku „La Stampa” (jako korespondent w Wiedniu i Moskwie), a od 1963 w dzienniku „Corriere della Sera”. W 1974 był współzałożycielem gazety „il Giornale nuovo”, pełnił w niej funkcję jednego z dyrektorów do 1984, gdy został felietonistą w „La Stampa”.
Zaangażował się również w działalność polityczną. W latach 1976–1979 zasiadał w Senacie VII kadencji. W 1979 uzyskał mandat posła do Europarlamentu I kadencji. Z powodzeniem ubiegał się o reelekcję w 1984 i 1989, wchodząc w skład PE do 1994, gdzie pracował głównie w Komisji ds. Kwestii Politycznych. Był działaczem Włoskiej Partii Liberalnej, pod koniec lat 80. związał się z Włoską Partią Socjalistyczną.
Był także powieściopisarzem i eseistą. Debiutował w 1953 powieścią La campagna elettorale. Był aktywnym antykomunistą, tematykę zagrożeń związanych z komunizmem podejmował w wydawanych przez siebie publikacjach. Autor również takich powieści jak Il fantasma di Trieste, L'ispettore, I fantasmi di Mosca i La distrazione, a także licznych zbiorów esejów.
Odznaczony Orderem Zasługi Republiki Włoskiej I klasy (2003).